# Žana Dragutinović
Žana Dragutinović, född 17 februari, 1997 är en volleybollspelare (center). 
Hon började sin seniorkarriär i ŽOK Jedinstvo Brčko, med vilka hon återkommande vunnit det bosniska mästerskapet och cupen. Till säsongen 2022/2023 flyttade hon till Frankrike för spel med VB Romans i Élite, den näst högsta serien. Hon spelade med dem till 2024 då hon avslutade karriären.
Dragutinović spelar med Bosnien och Hercegovinas landslag och har med dem deltagit i EM 2021 och vunnit European Silver League 2021.